# Ultraleichtfluggelände Ernzen

i7
i11
i13
Das Ultraleichtfluggelände Ernzen liegt in der Gemeinde Ernzen im Eifelkreis Bitburg-Prüm in Rheinland-Pfalz. Der Platzhalter und Betreiber ist der Ultraleichtflugverein Ernzen e. V.

## Lage
Das Ultraleichtfluggelände liegt etwa 1,5 km südöstlich von Ernzen.

## Flugbetrieb
Das Ultraleichtfluggelände besitzt eine Betriebsgenehmigung für Ultraleichtflugzeuge. Es ist mit einer 500 m langen und 30 m breiten Start- und Landebahn aus Gras (Richtung 06/24) ausgestattet. Starts erfolgen immer in Richtung 24, Landungen immer in Richtung 06. Das Ultraleichtfluggelände dient dem Betrieb mit Ultraleichtflugzeugen nach vorheriger Genehmigung durch den Platzhalter (PPR). Es wird auch von der Firma Saar-Mosel-Flug benutzt. Sie bietet Rundflüge mit Motorschirmtrikes an.

## Geschichte
Der Ultraleichtflugverein Ernzen e. V. wurde 1995 gegründet. Das Ultraleichtfluggelände Ernzen wurde am 27. Februar 2002 genehmigt. Die Koordinaten des Flugplatzbezugspunkts wurden am 15. Januar 2016 korrigiert.